# Jamalpur (stad)
Jamalpur is een stad in Bangladesh. De stad is de hoofdstad van het district Jamalpur. De stad telde 142.764 inwoners in 2011.
De stad is gelegen op de westelijke oever van een zijarm van de Brahmaputra. Jamalpur ligt in een landbouwgebied waar onder andere rijst, jute en suikerriet wordt geteeld. Dankzij de verbindingen over de weg en het spoor is Jamalpur een belangrijk handelscentrum.

## Bevolking
Jamalpur telde 120.955 inwoners in 2001. Tien jaar later waren dit er 142.764.